# Хухи, Буалем
Буалем Хухи (араб. بوعلام خوخي‎; род. 9 июля 1990, Бу-Исмаил, Типаса) — катарский футболист алжирского происхождения, выступающий за клуб «Аль-Садд» и сборную Катара.

## Карьера

### Клубная
Буалем Хухи — воспитанник алжирского клуба Шерага, за молодёжные команды которого он выступал с 2006 года. За взрослую команду этого клуба он начал и сезон 2009—2010 годов, но свой первый профессиональный контракт в ноябре 2009 года он подписал с катарским клубом Аль-Араби, после чего уехал выступать в катарскую Лигу звёзд и на родину больше не вернулся. 5 сентября 2010 года Хухи дебютировал за основной состав Аль-Араби в финале предсезонного кубка Катара против клуба Лехвия. Матч завершился победой Аль-Араби 1:0.

### Международная
В ноябре 2010 года Хухи был призван под знамёна олимпийской сборной Алжира для участия в товарищеских матчах против сборной Туниса. Несмотря на это, в ноябре 2013 года его соотечественник Джамель Бельмади, назначенный главным тренером второй сборной Катара, пригласил Хухи в свою команду. Бельмади утверждал, что к тому времени, когда Хухи получил это предложение он уже был гражданином Катара.
Хухи дебютировал в сборной Катара 25 декабря 2013 года в матче чемпионата Западной Азии против сборной Палестины, который был выигран Катаром со счётом 1:0. В следующей встрече 31 декабря 2013 года против Саудовской Аравии, выступавшей на турнире олимпийской командой, Хухи сделал дубль и отдал голевую передачу. Катар выиграл 4:1. 4 января 2014 года Хухи помог Катару ещё раз, снова сделав дубль теперь уже в матче со сборной Кувейта, который открыл сборной Катара дорогу в финал.
В финале чемпионата против Иордании Хухи оформил ещё один дубль, приведя свою сборную к завоеванию главного трофея турнира. Сам Хухи стал лучшим бомбардиром чемпионата, забив 6 голов в четырёх проведённых матчах.
В декабре 2018 года был включён в заявку на Кубок Азии 2019. 13 января во втором матче группового этапа против КНДР отличился голом на 43 минуте игры. Катар победил со счётом 6:0. В итоге стал обладателем Кубка Азии в составе своей национальной сборной.
Летом 2019 года Буалем был приглашён в сборную для участия в Кубке Америки, который состоялся в Бразилии.

## Достижения

### Командные
Сборная Катара
- Победитель чемпионата Западной Азии 2014
- Обладатель Кубка Азии (2): 2019, 2023

### Личные
- Лучший бомбардир чемпионата Западной Азии 2014 (6 голов)